# Modest Fossas i Pi
Modest Fossas i Pi (Barcelona, juny de 1834 - 1904), fou un arquitecte català de la segona meitat del segle xix, pare de Juli Maria Fossas i Martínez.

## Biografia
El 10 de gener de 1855 va obtenir el títol de mestre d'obres i el 24 de maig del mateix any, el d'agrimensor i director de camins veïnals. El 10 d'agost de 1860 es va llicenciar com a arquitecte a la Reial Acadèmia de Belles Arts de San Fernando de Madrid, amb premi especial. Va realitzar viatges de formació on va fer dibuixos que posteriorment es van publicar en una obre anomenada Monumentos Arquitectónicos de España.
Entre 1872-1873 va ser membre, en qualitat de conservador, de la primera junta de l'Ateneu Barcelonès, presidida per Manuel Duran i Bas.
El 1878 va ser anomenat acadèmic corresponent de la Reial Acadèmia de Belles Arts de San Fernando. El 1888 va formar part del Consell d'obres de la direcció facultativa de l'Exposició Universal de 1888, i va presidir la Comissió Organitzadora de l'Exposició Nacional d'Indústries de 1892.
Va ser arquitecte municipal de d'Igualada, membre de la Societat Econòmica d'Amics del País (1877) i president de l'Associació d'Arquitectes de Catalunya.
Va ser regidor de l'Ajuntament de Barcelona nomenat per Alfons XII el 1875 amb l'alcalde Ramon Maria de Sentmenat i Despujol i, entre 1891-1893, fou elegit regidor per votació popular formant part del partit liberal-conservador sota l'alcaldia de Manuel Porcar i Tió. Va ser membre de la Liga del Orden Social de Barcelona fundada per Manuel Duran i Bas.
El 1903 va formar part de la Junta local de Barcelona per al IV Congrés d'Arquitectes de Madrid de 1904, juntament amb Domènech i Montaner, Eduard Mercader i Sacanella i el seu fill Juli Maria Fossas i Martínez.
Va ser nomenat fill adoptiu de la ciutat de Vic en reconeixement de l'obra de conducció d'aigua des del municipi de Monallots.

## Obra
El seu estil varia entre l'eclecticisme de les primeres obres, cap al modernisme incipient d'algunes de les seves obres a Barcelona de finals del segle xix. Juntament amb Francesc Daniel Molina i Adrià Casademunt va formar part de la coneguda com «Escola Activista», per la seva participació en les obres d'infraestructures i arquitectòniques del programa hegemònic engegat per la burgesia barcelonina de les darreres dècades del XIX.
Entre les seves obres com a arquitecte es troben:
- Dues esglésies a Igualada.[1]
- Els altars de Sant Llorenç i del Cor de Maria, a l'església dels Sants Just i Pastor, de Barcelona.[1]
- Reconstrucció del Teatre Circ Barcelonès
- Panteó del cardenal Fleix a la catedral de Tarragona
- Escoles Pies de Sant Antoni a Barcelona (1866)
- Projecte de clavegueres de Barcelona (1884)[3]
- Casa Joan Casals, Diputació 167 (Barcelona)[8]
- Casa Andreu Framis, Aragó, 381 (Barcelona)[8]
- Casa Joan Coma, València, 352 (Barcelona)[8]
- Casa Josepa Gil, València, 366 (Barcelona)[8]
- Casa Marià Tomàs, Roger de Llúria, 83 (Barcelona)[8]
- Pla d'urbanització i alineaments a Capellades (1860)[9]
- Cementiri de Sant Martí Sarroca (1862)[10]
- Font de Sant Joan a Vilafranca del Penedès (1866)[8]
- Reformes del convents de Sant Francesc de Vilafranca (1866)[11]
- Projecte d'eixample de la zona de l'estació del ferrocarril de Vilafranca del Penedès (1867)[12]

## Publicacions[13]
- Tratado de policía y obras públicas urbanas en el concepto de su legislación antigua y moderna (1872)
  - Suplemento al tratado de policía ... (1879)
  - Suplemento segundo al tratado de policía ... (1887)
  - Suplemento tercero al tratado de policía ... (1895)
- Cartuja de Montalegre : memoria descriptiva leida en la excursión hecha al monasterio por la Asociación de Arquitectos de Cataluña en 11 de mayo de 1884.[14]